# 恋ではなく―― It's not love, but so where near.
『恋ではなく― It's not love, but so where near.』（こいではなく イッツノットラブバットソーウェアーニアー）は、2011年5月27日にAKABEiSOFT2（あかべぇそふとつぅ）の姉妹ブランドであるしゃんぐりらすまーとから発売されたアダルトゲーム。

## 概要
しゃんぐりらすまーとブランドの処女作にあたる。主要なスタッフとしてキャラクターデザイン・原画にトモセシュンサク、シナリオに早狩武志、ムービー制作には神月社【Mju:z】が参加している。
山形県酒田市が舞台となっている 。

## あらすじ
幼馴染の阿藤扶の「卒業までに映画を撮りたい」という願いをかなえるべく、八坂典史と槙島祐未は複数の部に協力してもらっての映画製作に乗り出し、山形県酒田市飛島でロケを決行する。

## 登場人物

### 主人公
八坂 典史（やさか のりふみ）
声 - 古河徹人
本作の男性の主人公の少年。扶の影響で写真撮影の道を進み、写真部に所属するまでになった。写真部の実質的代表者。
地元で有名な名家の生まれで、彼の自宅である日本家屋は映画撮影のロケ地の一つとなっている。
祐未の弟である泰斗とは親しかったものの、最期を看取ってあげられなかったことを今でも悔やんでいる。
映画製作ではメインカメラマンとして参加している。
槙島 祐未（まきしま ゆみ）
声 - 海原エレナ
本作の女性の主人公の少女で、実家は地域の中心的存在である病院。上京後ファッションモデルとしてそこそこ活動していたが、弟の死を機に地元へ戻ってきた。映画製作ではヒロイン役として参加している。

### その他の人物
阿藤 扶（あとう たすく）
声 - 空乃太陽
映画研究会に所属する生徒で、典史と祐未の幼馴染。映画製作の提案者。監督として映画製作にかかわっているが、実際はそれ以外の作業も行っている。
林 亮輔（はやし りょうすけ）
声 - 杉崎和哉
東京から転校してきた男子生徒で、映画研究会に所属している。妹思いの人物で、映画研究会での活動も発端は妹を楽しませるためだった。映画製作では脚本以外にもサブカメラ等を担当している。
屋野 好佳（やの このか）
声 - 有栖川みや美
デジタルメディア研究会に所属する女子生徒。映画製作ではスクリプターや衣装を中心とした雑務を担当している。
宇渡 美月（うと みつき）
声 - 芹園みや
写真部の名目上の部長で、孝一の恋人。
須崎 孝一（すざき こういち）
声 - こんつ
デジタルメディア研究会会長を務める男子生徒で、白衣を着ることが多い。美月同様映画製作には直接かかわっていないが、アドバイザーとして動くこともある。
関矢 尚人（せきや なおと）
声 - 樹冬隆
映画研究会OBである教育実習生。
林 朋子（はやし ともこ）
声 - 草柳順子
亮輔の妹。忙しい両親に代わって兄が面倒を見てきたため、兄によくなついている。
八坂 梨枝（やさか りえ）
声 - 小倉結衣
典史の姉。八坂家当主代行を務める傍ら茶道の師範代も務める。
桐生 省吾（きりゅう しょうご）
声 - 木島宇太
祐未と同じ事務所の男性モデルで、ヨーロッパでのデビューが決まっている。ヨーロッパでのスポンサーが審査員を務める写真コンテストで典史の作品を見かけ、酒田まで転校してきた。
映画製作では犯人役を引き受けるも、他のメンバーとよく衝突する。
堤 蓉子（つつみ ようこ）
声 -鈴谷まや
尚人の知り合い。典史にバレンタインチョコレートを渡そうとして祐未に阻止された過去がある。映画制作では降板した祐未の代役として主演女優を務める。

## スタッフ
- 企画・シナリオ - 早狩武志
- キャラクターデザイン・原画 - トモセシュンサク
- ムービー制作 - 神月社【Mju:z】
- 音楽 - Barbarian On The Groove

## 主題歌
オープニングテーマ「ReflectionS」
作詞 - wight / 作曲・編曲 - mo2, wight / ボーカル - Barbarian On The Groove feat. カヒーナ
エンディングテーマ「Dancing in the Moment」
作詞 - RUCCA / 作曲・編曲 - 藤田淳平（Elements Garden） / ボーカル - 佐藤ひろ美
エンディングテーマ2「深遠の絆」
作詞 - riya / 作曲・編曲 - 菊地創 / ボーカル - eufonius